# Timmia alataviensis
Timmia alataviensis là một loài rêu trong họ Timmiaceae. Loài này được Müll. Hal. mô tả khoa học đầu tiên năm 1898.